# Kissin U
Kissin U (englisch für Dich küssend) ist die erste Single der US-amerikanischen Sängerin Miranda Cosgrove und die einzige auf ihrem Debütstudioalbum Sparks Fly. Die Single wurde von Dr. Luke produziert und von ihm, HKT, Claude Kelly und Cosgrove geschrieben. Veröffentlicht wurde sie am 22. März 2010 als Download und am 11. Mai 2010 für Radiosender. Sie ist Cosgroves erste offizielle Veröffentlichung, nachdem sie bereits Soundtrack für mehrere ihrer Filme und Serien aufgenommen hat, darunter iCarly und Wolkig mit Aussicht auf Fleischbällchen.
Das Lied wurde von Musikkritikern gelobt und war in den Charts erfolgreich. Es ist bis heute Cosgroves erfolgreichstes Lied und war ihr erstes, das Auswirkungen auf US-Radiosender hatte, wo es in die Top-20 der Popmusikcharts kam. Auch der Download war erfolgreich, sodass er es in die Billboard Hot 100 Single Charts schaffte, aber auch in internationale Charts, darunter in Deutschland und Österreich.

## Hintergrund

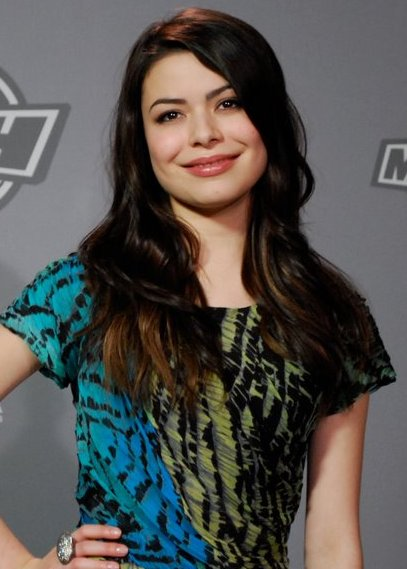
Miranda Cosgrove (2010)

Kissin U wurde Ende Februar 2010 als Hauptsingle von einem zukünftigen Album ohne Titel angekündigt. Die Vorveröffentlichung erfolgte am 12. März 2010 in der Radiosendung On Air with Ryan Seacrest, am 22. März 2010 erschien die Single bei iTunes. In einem MTV-Interview sagte Cosgrove:

“[…] The song’s about your first love or thinking you're falling in love, so it’s just kind of a really happy, sweet song. I did write it about a guy, and I’m afraid he might have heard it and he’s going to figure it out!”

„[…] Im Lied geht es um deine erste Liebe oder du denkst, dass du dich verliebst, daher ist es einfach ein wirklich glückliches, süßes Lied. Ich habe ihn über einen Typen geschrieben und ich befürchte, dass er das womöglich gehört hat, und er wird es herausfinden!“

Im selben Interview gab Cosgrove bekannt, dass das Lied sie zu dem Titel ihres Debütalbums Sparks Fly (deutsch: Funken sprühen) inspirierte: „Der Grund, warum ich es Sparks Fly genannt habe, [ist, weil] dies die ersten zwei Wörter sind, die man hört, wenn man mein Album abspielt.“ Am 29. Juni 2010 wurde eine Remix-EP als Download veröffentlicht, die drei Remixe des Liedes beinhaltet. Das erste Stück der EP, der Jason-Nevins-Remix des Liedes, wurde von manchen US-Radiostationen anstatt der Originalversion gespielt.

## Komposition
Kissin U wurde als Bubblegum bezeichnet, die Single enthält aber auch Schlagzeug und Bassgitarren. Der Text handelt von Liebe und Beziehung und dem Gefühl, das Cosgrove hat, wenn sie ihren Freund küsst. Bei ihrem ersten Review der Single schrieb commonsensemedia über den Text: „Junge Liebe kann unschuldig, süß und unkontrollierbar sein. Es kann auch unglaublich nervig sein, wenn es ins super-süße Extrem gezogen wird. Dort sind wir bei dieser Single. Turteltauben, die nicht von Enttäuschungen in der Liebe abgestumpft sind, können hier die wahren poppigen Sounds und Cosgroves grenzenlosen Enthusiasmus feiern. Der Rest von uns wird Kopfschmerzen von ständigem Augenrollen bekommen. Nach dem Hören versteht man für immer die Bedeutung von Bubblegum.“
Hingegen lobte portraitmagazine sowohl den Text als auch die Musik des Liedes: „Kissin U war die erste Single des Albums und sie ist nicht so schlecht. Es ist stark Bubblegum, aber dies ist nicht wirklich überraschend, wenn man Mirandas Gutes-Mädchen-Image Nickelodeons Unterstützung betrachtet. Es ist auch das einzige Stück auf dem Album, bei dem sie selbst mitgeschrieben hat, daher war es eine gute Entscheidung für eine Single. Es erlaubt dem Plattenlabel zu sehen, wie ihre Fans auf ihre Musik reagieren, und können abschätzen, ob es mehr von ihr Geschriebenes auf dem nächsten Album geben soll. Und es ist ein guter Erfolg für ihr erstes veröffentlichtes Lied, dennoch denke ich, dass das Lied den schwächsten Gesang der CD enthält. Sie wird die nächste Zeit wahrscheinlich einiges zusammen mit weitaus erfahreneren Musikern schreiben, was ihr bei der Entwicklung zu einer Singer/Songwriterin helfen wird, wenn sie sich entscheidet weiterhin Musik zu machen.“

## Rezeption
Die Single erhielt gemischte bis positive Kritik, J!-ENT sagten: Das Lied ist „gut produziert, gut gesungen und hat diesen Sing/Song-Stil ähnlich wie bei Taylor Swift, aber mit Rockmusik.“ Außerdem zeige das Lied, dass Cosgrove Potential zu einer Musikkünstlerin habe. Idolator.com lobte es ebenfalls und verglich es mit Veröffentlichungen von Kesha: „[Kissin U] ist ein schwungvoller, wenn auch durchschnittlicher, Pop-Song – nicht furchtbar aufregend oder gewagt, aber nach häufig vielem Hören sieht man sich selbst dabei, wie man mit dem Chor mitsingt. Wenn man Auto-Tune hinzufügt und vielleicht ein oder zwei Zeilen entfernt, die vom ohne Hose aus dem Schrank Fallen handeln, und man kann sich vorstellen, dass Ke$ha es singt.“ Popboi.com verglich die Single mit Naturally, einem Lied von Selena Gomez & the Scene: „Die erste Single ‚Kissing U‘ ist ebenfalls ein wirklich schönes Pop-Stück! Es ist nicht so perfekt wie ein Pop-Juwel, wie es Selena Gomez & the Scenes ‚Naturally‘ ist, aber es ist verdammt nah dran. Die Melodie ist wirklich lieblich und einprägsam und der Text ist genauso süß […].“
Musicrevies10 hatte eine weniger positive Meinung zu der Melodie und dem Text: „Cosgroves Debutsingle außerhalb von iCarly und der Nickelodeons-Maschine ist Kissin U, eine ungefährliche Pop-Nummer, die leicht ins Ohr geht. Obwohl Cosgrove zu der Pop/Rock-Stimmung passt, wenn man eine junge Pop/Rock-Nummer will, hat Disneys Demi Lovato weitaus mehr Substanz und Spielraum. Kissin’ U spielt es ungefährlich sollte als mittelmäßiger Hit durchgehen, aber es beschreitet keine neuen Wege. Aber zumindest funktioniert es.“

## Kommerzieller Erfolg

### Chartplatzierungen
Kissin U erreichte auf der Liste Billboard Hot Digital Songs in der ersten Woche, in der das Stück gelistet wurde, den 66. Platz. In der Folgewoche fiel es aus der Liste, aber kam später auf dem 54. Platz wieder hinein und erreichte damit in den Billboard Hot 100 Rang 87. Auch dort fiel es in der folgenden Woche hinaus, schaffte es aber später auf den 54. Platz. Das Lied erreichte Platz 88 auf Bill Lamb’s List of Top 100 Songs im Jahre 2010.
Es ist außerdem Cosgroves erstes Lied, das auch international in die Charts kam. In den deutschen Singlecharts erreichte es in der ersten Woche den 82. Platz und später als Spitzenposition den 67. In den österreichischen Singlecharts schaffte es in der ersten Woche Rang 57, später den 54. Platz.
| ChartsChartplatzierungen       | Höchstplatzierung | Wochen |
| ------------------------------ | ----------------- | ------ |
| Deutschland (GfK)              | 67 (5 Wo.)        | 5      |
| Österreich (Ö3)                | 51 (6 Wo.)        | 6      |
| Vereinigte Staaten (Billboard) | 54 (15 Wo.)       | 15     |

### Auszeichnungen für Musikverkäufe
Kissin U erhielt am 14. Januar 2011 Gold von der Recording Industry Association of America für den Verkauf von über 500.000 Exemplaren.
| Land/Region               | Auszeichnungen für Musikverkäufe (Land/Region, Auszeichnung, Verkäufe) | Verkäufe |
| ------------------------- | ---------------------------------------------------------------------- | -------- |
| Vereinigte Staaten (RIAA) | Gold                                                                   | 500.000  |
| Insgesamt                 | 1× Gold ·                                                              | 500.000  |

## Promotion und Aufführungen
Um für ihr Album zu werben, sang Cosgrove Kissing U live während des Vorprogramms der Kids Choice Awards. Außerdem zeigte Nickelodeon am 24. April 2010 ein Special namens 7 Secrets: Miranda Cosgrove. In der halbstündigen Sendung wurden Informationen über sie veröffentlicht, darunter wie sie in das Musikgeschäft kam. In den Tagen nach der Albumveröffentlichung hatte sie mehrere Auftritte, unter anderem in einem Toys “R” Us in New York. Im Sommer 2010 trat sie auf einigen Radiokonzerten auf und am 6. September 2010 sang sie Kissin U, BAM und eine Coverversion des Sugababes-Liedes About You Now in der Today Show.
Cosgrove benannte ihre Dancing Crazy Tour nach ihrer zweiten Single Dancing Crazy, die von Avril Lavigne geschrieben wurde und am 15. März 2011 auf Cosgroves zweiter EP High Maintenance erschien. Die Tour begann am 24. Januar und endete am 24. Februar 2011 und beinhaltete Auftritte House-of-Blues-Standorten, darunter in Houston (Texas) und Anaheim (Kalifornien). Weitere Auftritte fanden in Theatern unter anderem in Atlanta (Georgia), Tampa und Orlando (beide Florida) statt.

## Musikvideo
Das Musikvideo wurde in Santa Monica (Kalifornien) gedreht und am 19. März 2010 veröffentlicht. Die Regie übernahm Alan Ferguson. Das Video zeigt Cosgrove, wie sie am Strand singt und spazieren geht und dabei ihren Freund trifft, der ein Straßenkünstler ist. Sie gehen zu ihm nach Hause und sie sieht dort die Bilder, die er gemalt hat. Außerdem versucht er ihr das Zeichnen beizubringen. Später wäscht er vor ihrem Haus sein Auto, sie spritzt ihn mit dem Gartenschlauch nass und er versucht sie zu fangen. Späterhin sieht man sie auf einer Party, wo es den Anschein erweckt, dass sie sich küssen. Als sie am Morgen aufwacht, sieht sie aus dem Fenster und sieht auf dem Bürgersteig eine Zeichnung von einem Schmetterling mit Bildern von ihnen beiden in den Flügeln.

## Veröffentlichungen
- Download[30]
  1. Kissin’ U (Singleversion) 3:18
- Deutsche iTunes-Single mit zwei Titeln[31]
  1. Kissin U (Albumversion) 3:19
  2. Kissin U (Mike-Rizzo-Extended-Club-Remix) 5:56
- Remix-EP[32]
  1. Kissin’ U (Jason-Nevins-Radio-Remix) 3:11
  2. Kissin’ U (Mike-Rizzo-Radio-Remix) 3:08
  3. Kissin’ U (Smash-Mode-Radio-Remix) 3:22
- Yogi-Bär-Soundtrack
  1. Kissin’ U (Yogi-Bär-Remix) 3:20